# فرودگاه بیشاپ
فرودگاه بیشاپ (به انگلیسی: Bishop Municipal Airport) یک فرودگاه همگانی بهره‌برداری هوایی است که یک باند فرود آسفالت دارد و طول باند آن ۹۷۵ متر است. این فرودگاه در شهر بیشاپ، تگزاس کشور ایالات متحده آمریکا قرار دارد و در ارتفاع ۱۷ متری از سطح دریا واقع شده‌است.